# Przezawodowienie
Przezawodowienie to:
1. Zmiana dotychczas wykonywanego zawodu ze względu na chorobę, uraz lub nabyte kalectwo (w wyniku działalności podczas pracy bądź czasu wolnego) stanowiące przeciwwskazanie do kontynuowania pracy w danym zawodzie.
2. Zmiana dotychczas wykonywanego zawodu ze względu na brak zapotrzebowania na rynku pracy.

Przezawodowienie błędnie często używane jest zamiennie z pojęciem przekwalifikowanie